# NXT (tripleS)
NXT(넥스트)는 2023년 모드하우스에 의해 결성된 대한민국의 걸 그룹 트리플에스의 여섯 번째 서브 유닛이다. 구성원은 박시온, 린, 정하연, 주빈으로 이루어져 있다. 이 4인조는 2023년 12월 23일 디지털 싱글 음반 Just Do It와 함께 데뷔했다.

## 구성원
| 이름   | 소개                                                                                          |
| ------ | --------------------------------------------------------------------------------------------- |
| 박시온 | - 출생일: 2006년 4월 3일(19세) - 출생지: 대한민국 대전광역시 유성구 - 포지션 : 메인보컬       |
| 린     | - 본명: 카와카미 린 - 출생일: 2006년 4월 12일(19세) - 출생지: 일본 도쿄도 - 포지션 : 메인댄서 |
| 정하연 | - 출생일: 2007년 8월 1일(17세) - 출생지: 대한민국 경기도 안양시 동안구 평촌동                 |
| 주빈   | - 출생일: 2009년 1월 16일(16세) - 출생지: 대한민국 서울특별시                                 |

## 디스코그래피

### 디지털 싱글
- Just Do It (NXT의 노래) - 2023년